# 31977 Devalapurkar
31977 Devalapurkar è un asteroide della fascia principale. Scoperto nel 2000, presenta un'orbita caratterizzata da un semiasse maggiore pari a 2,2557727 UA e da un'eccentricità di 0,0712195, inclinata di 3,29761° rispetto all'eclittica.